# Warendorf
Warendorf är en stad i Kreis Warendorf i Regierungsbezirk Münster i förbundslandet Nordrhein-Westfalen i Tyskland.
I ett grustäckt intill staden upptäcktes fossil av olika däggdjur från istiden samt olika stenar som kan ha varit verktyg. Dessutom hittades 1995 ett hjässben från en Neandertalmänniska.